# Долно Кобиле
Долно Кобиле е село в Западна България. То се намира в община Трекляно, област Кюстендил.

## География
Село Долно Кобиле (по местния изговор Кобилье) се намира в планински район, в северозападната част на Кюстендилското Краище, в югоизточните склонове на Милевска планина, по поречието на Кобилска река. Срещу селото, над махалите Козарска и Кушинци е Кобилската планина. Най-високият връх е Бели камик – 1362 м. Старият първенец, Чардак, е 1312 м.
Асфалтирани пътища водят през с. Средорек и с. Уши, съответно за гр. София (110 км) и гр. Кюстендил (50 км). Съседни села са Горно Кобиле, Киселица, Чешлянци, Средорек и Уши. От другата страна на сегашната българо-сръбска граница е с. Извор – център на някогашната Изворска околия. Селото се намира, по сегашното административно деление, в община Трекляно, която граничи с община Босилеград, която след Ньойския договор от 1919 г. е в Сърбия.
Селото е образувано от махали: Ковачева, Динева, Момчилова, Станчова, Аврамска и Козарска.

## Население
| Година    | 1880 | 1900 | 1926 | 1934 | 1946 | 1956 | 1965 | 1975 | 1984 | 2008 | 2024 |
| Население | 214  | 260  | 334  | 339  | 291  | 214  | 177  | 89   | 58   | 41   | 13   |

## История
Няма запазени писмени данни за времето на възникване на селото. Останките от праисторическо и късноантично селище и укрепление свидетелстват, че районът е населяван от дълбока древност. В землището на селото има останки от стара крепост – „Градище“, до местността Рупе и стражева кула на Горно Градище (1091 м) в Кобилската планина.
Село Долно Кобиле е старо средновековно селище, регистрирано в турски данъчни документи от 1570 – 1572 г. под името Долна Кобила (Долне Кубле) като зиамет към нахия Сирищник на Кюстендилския санджак с 30 домакинства, 26 ергени и 1 бащина. В стари турски регистри е записвано като Кобиле зир. Зир означава „долно“. Съседното Горно Кобиле е изписвано като Кобиле баля. Баля означава „горно“.
В края на XIX век селото има 2491 декара землище, от които 1123 дка гори, 1121 дка ниви и 247 дка естествени ливади.
Основен поминък на селяните са земеделието (основно овес, ръж, ечемик, царевица, цвекло, тикви и картофи) и животновъдството. Развити са домашните занаяти. В селото е имало няколко воденици. Сега е останала една, недействаща. Това е така наречената Чикина воденица, по прякора на собственика ѝ Йордан Стойков. Воденицата е продадена на нов собственик.
През 1911 г. е открито училище, а през 1933 г. е основано читалище „Наука“.
През 1956 г. е учредено ТКЗС „Н. С. Хрушчов“, което от 1961 г. преминава в ДЗС – Трекляно, от 1979 г. в АПК „Краище“, което от 1983 г. е в състава на ЦКС. Селото е електрифицирано (1949) и водоснабдено (1967). Стопанските постройки са разрушени, с изключение на склада за зърнени храни. Разрухата е постигната с „усилията“ на примитивни и безкнижни хора.
Селото е агроекологичен район – липсват промишленост и замърсители.

## Религии
Село Долно Кобиле принадлежи в църковно-административно отношение към Софийска епархия, архиерейско наместничество Кюстендил. Населението изповядва източното православие. Останки от средновековна църква в местността Св. Петка, в района на местностите Блато и Кремици, в близост до Славчето. Останки от средновековна църква в местността Цръквище до крепостта Градище.

## Обществени институции
Читалище „Чавдар“, слято с читалище „Наука“ в с. Средорек. Сградата се ползва за селски магазин. В миналото тук се е помещавала селската радиоуредба. Има салон за театрални представления. До края на шестдесетте години на Двадесети век салонът е ползван за кинопрожекции.
Начално училище „Св. св. Кирил и Методий“ – закрито през 70-те години на XX век. В сградата е канцеларията на кметския наместник.

## Културни и природни забележителности
- Оброк „Свети Георги“. Намира се на около 200 метра североизточно от селските гробища, в местността Ридо.(Неточност. Няма как да се локализира такъв обект, поради теренните особености. Населението няма памет за такъв оброк.)
- Оброк „Света Троица“. Намира се на около 800 метра североизточно от селските гробища, в местността Църквище (над валявиците).
- Чешми: Стубъл – зад Ковачева махала, Добрил – махала Козарска, Момчилов кладенъц – под селските гробища, Плоча – на пътя за с. Средорек, Чешма-паметник пред селското читалище. На чешмата Плоча е поставена паметна плоча, посветена на поета Емануил Попдимитров, който е роден в близкото с. Груинци. Партизански паметник, посветен на основаването на Средоречкия партизански отряд – изграден в местността Оресите. Войнишки паметник в местността Славчето – посветен на загиналите за България.

## Редовни събития
В землището на селото е местността Славчето, където се провежда ежегоден събор.
От незапомнени времена селският празник (собор) е на „Св. Дух“. Провеждал се е в местността Котлене под Градище, между извора Топлик и сливането на Кобилска река с Киселичка река.

## Личности
- Стефчо Димитров Стойков. Род. 1951 г. – философ и писател („Адресът на дедите“, „Островът“, „Тътен вековен прошепва“, „Чаровният въртоп на суетата“, „Ветрогонът“).
- Михаил Стефчов Стойков. Род. 1985г. Сътрудник на Службите в страната спряган е и като агент на Руските служби. Кандидат за народен представител през 2024-та година в Коалиция Център. Председател и създател на Политическа партия Доверие Уважение Лоялност Отговорност (ДУЛО).Известен е под псевдонима Малополски.